# Сазандарян Татевік Тигранівна
Татевік (Тетяна) Тигранівна Сазандарян (вірм. Տաթևիկ Սազանդարյան; 2 вересня 1916—6 жовтня 1999) — вірменська радянська оперна співачка (мецо-сопрано), педагог, музично-громадський діяч. Народна артистка СРСР (1956). Лауреат Сталінської премії третього ступеня (1951).

## Біографія
Татевік Сазандарян народилася 20 серпня (2 вересня) 1916 року в селі Хндзореск (нині в Сюникській області, Вірменія).
Концертну діяльність розпочала в 1933 році. 
У 1937 році закінчила вокально-драматичну студію при Будинку культури Вірменської РСР у Москві керівник Р.Симонов і С. Бархударян. З цього ж року — солістка Вірменського академічного театру опери та балету імені О.А. Спендіарова. 
У 1960 році екстерном закінчила Єреванську консерваторію.
У концертному репертуарі твори західно-європейської, російської класики, перша виконавиця багатьох творів вірменських композиторів. 
Неодноразово запрошували в журі міжнародних, всесоюзних, закавказьких конкурсів, в тому числі головою. 
Гастролювала по містах СРСР і за кордоном: Іран, Ліван, Швеція, Туніс, Угорщина, Сирія (1956), Бельгія (1958, 1962), Греція (1959), Чехословаччина (1960), Франція (1963), Канада, Італія.
З 1961 року викладала в Єреванській консерваторії (з 1970 року професор, 1977—1987 роках — завідувач кафедри сольного співу), одночасно завідувала кафедрою сольного співу Єреванського художньо-театрального інституту (1972—1977).
Член ВКП(б) з 1949 року. Депутат ВР СРСР 5 скликання (1958-1962).
Чоловік — Акоп Сергійович Ханджян. Скрипаль, громадський діяч, автор кількох наукових праць, книг, лібрето, начальник управління у справах мистецтв Вірменської РСР. Заслужений діяч Вірменської РСР. 
Татевік Сазандарян померла 6 жовтня 1999 року. Похована в міському Пантеоні.

## Фільмографія
- 1941 — Вірменський кіноконцерт (короткометражний) — Алмаст.
- 1954 — Концерт майстрів мистецтва Вірменії — головна роль.
- 1977 — Документальний фільм «Татевік Сазандарян» (студія «Єреван»).

## Нагороди та премії
- Народна артистка Вірменської РСР
- Народна артистка СРСР (1956)
- Сталінська премія третього ступеня (1951) — за виконання партії Назелі в оперному спектаклі «Героїня»
- Державна премія Вірменської РСР
- Орден Трудового Червоного Прапора
- Орден Дружби народів (1.09.1986)
- Орден Святого Месропа Маштоца (1997)
- Медалі.

## Пам'ять
У Вірменії проводиться Республіканський конкурс вокалістів імені Татевік Сазандарян. 